# 38 Близнецов
38 Близнецов (лат. 38 Geminorum), e Близнецов (лат. e Geminorum) — двойная звезда в созвездии Близнецов на расстоянии приблизительно 98 световых лет (около 30 парсеков) от Солнца. Общая видимая звёздная величина системы — +4,71m. Орбитальный период по разным подсчётным моделям составляет около 1943,8 или 3190 лет. Возраст системы оценивается как около 1,179 млрд лет.

## Характеристики
Первый компонент — белая звезда спектрального класса A8V. Масса — около 1,55 солнечной, радиус — около 1,78 солнечного, светимость — около 8,27 солнечных. Эффективная температура — около 7410 К.
Второй компонент — жёлтый карлик спектрального класса G6V, удалён на 7,4 угловых секунды (184,3 а.е.). Масса — около 0,89 солнечной, радиус — около 0,89 солнечного, светимость — около 0,694 солнечной. Эффективная температура — около 5583 К.